# El Noi de la Mare

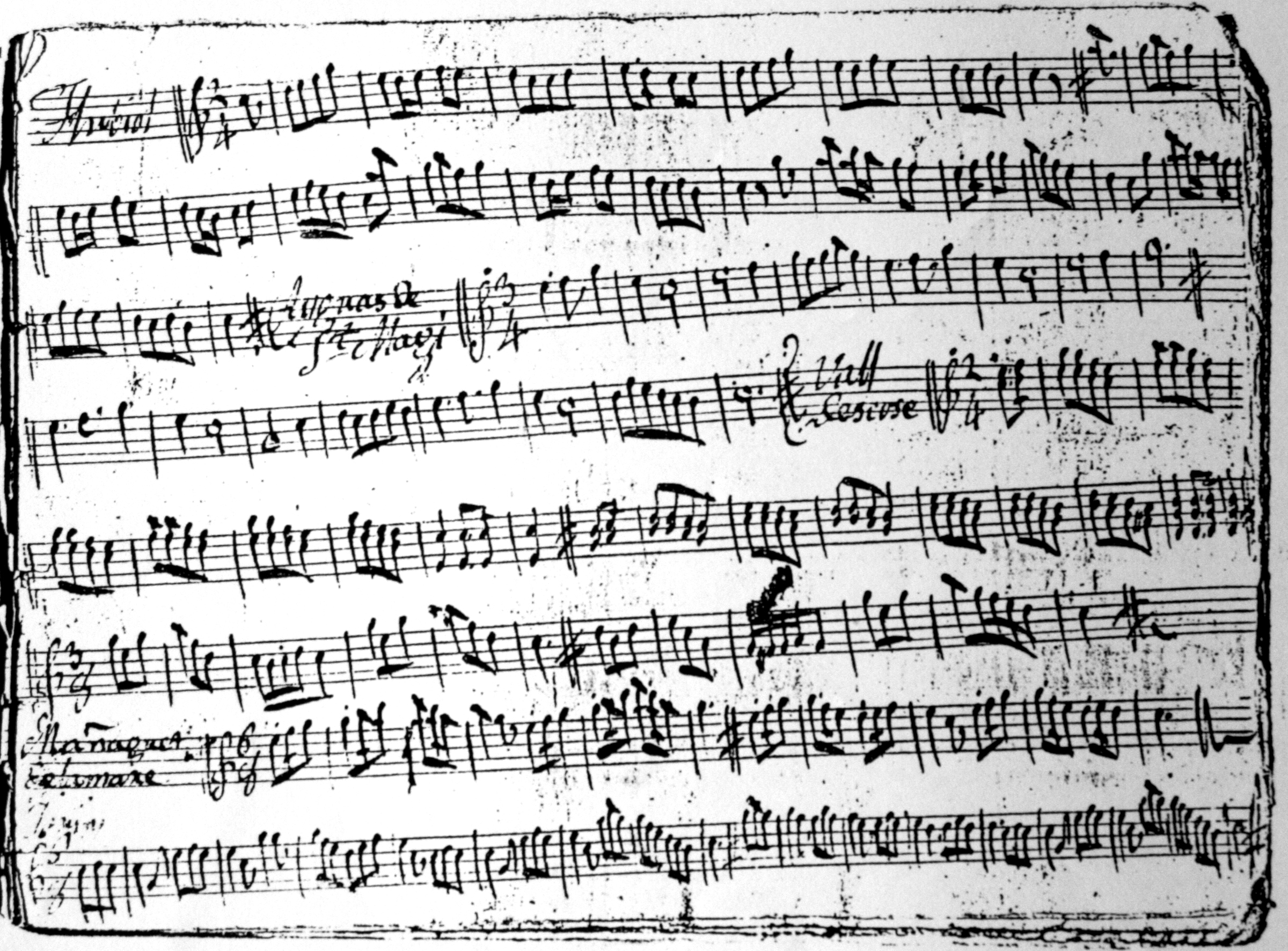
Partition du chant de noël El Noi de la Mare sur un cahier llibertats d'orgues, vers 1820 conservé aux archives de la Seu à Lleida. La chanson y apparaît (à la part inférieure de la page) avec le titre Mañaguet de la mère

El Noi de la Mare (en français : « L'Enfant de la Mère ») est un chant de noël traditionnel catalan ainsi qu'une berceuse.

## Histoire
D'auteur anonyme et d'origine incertaine, plusieurs versions sont conservées,,.  Une première version de 1866 fut recueillie par Francesc Pelagi Briz et Càndid Candi et Casanovas dans le recueil Chansons de la terre (1866-1884), une autre fait partie des  Chantics de Jacint Verdaguer, et une troisième fut publiée par la Bibliothèque Populaire du Progrès en 1909,,.
D'après Josep Romeu i Figueras deux versions existent : l'une est brève et l'autre est plus longue et banalisée,.
La chanson est rédigée en décasyllabes en anapestes bien marquées à la première, quatrième, septième et dixième syllabe, impulsant le rythme avec intensité. Les vers sont croisés. 
La date exacte de la création de la chanson est inconnue faute de références suffisantes. Il est cependant probable que son origine soit entre les XVIIIe et XIXe siècles,. On suppose que c'était à l'origine une berceuse, ou une chanson d'enfant, sans caractère religieux. Certains auteurs ont mis en évidence ressemblance entre cette chanson catalane et certaines muiñeiras galicienne, voire ont affirmé que ce sont les mêmes chansons. D'autres pensent que s'agit d'une même mélodie et de paroles semblables dans des langues distinctes, et qui serait chantée ailleurs en Espagne.
Dans l'histoire récente, de nombreuses adaptations et arrangements ont vu le jour. Raquel Meller, par exemple, qui vécut longtemps à Barcelone, il enregistra plusieurs chansons en catalan parmi lesquelles la plus émouvante est El Noi de la Mare  écrit par Càndida Pérez et Martínez et Sants Albiesa. Raquel l'enregistra à Paris en 1926. Les arrangements pour la guitare par Miquel Llobet sont célèbres. En plus d'influencer les artistes locaux comme  Emilio Pujol, il se déplaça en Europe et aux États-Unis  où il fit connaître cette chanson populaire catalane. En Argentine, où il n'existe pas de coutume des chants de Noël, cette chanson est utilisée comme berceuse et comme chant de Noel populaire, sur la base d'une traduction du catalan vers le castillan. Il est probable qu'elle eut été importée en Argentine par des immigrants catalans.

## Paroles
| Catalan | Français |
| --- | --- |
| El Noi de la Mare Què li darem en el Noi de la Mare? Què li darem que li sàpiga bo? Panses i figues i nous i olives, Panses i figues i mel i mató. Què li darem al Fillet de Maria? Què li darem al formós Infantó Li darem panses amb unes balances li darem figues amb un paneró. Una cançó jo també cantaria una cançó ben bonica d’amor i que n’és treta d’una donzelleta que n’és la Verge, Mare del Senyor. En eixir de ses virginals entranyes apar que tot se rebenti de plors i la Mareta, per a consolar-lo, Ella li canta la dolça cançó: No ploris no manyaguet de la Mare, no ploris, no, ai alè del meu cor Cançó és aquesta que al Noi de la Mare, cançó és aquesta que l’alegra molt! Àngels del cel són els que l’en bressolen, àngels del Cel que li fan venir son mentre li canten cançons d’alegria cants de la glòria que no són del món Tam, pa-tam-tam, que les figues són verdes Tam, pa-tam-tam, que ja maduraran, si no maduren el dia de Pasqua maduraran en el dia del Ram | L'Enfant de la Mère Que lui donnerons-nous à l'Enfant de la Mère ? Que lui donnerons-nous qui lui plaise ? Des raisins secs, des figues et des noix et des olives, Des raisins secs, des figues du miel et mató. Que lui donnerons-nous au petit de Marie ? Que lui donnerons-nous au fameux Enfant ? Nous lui donnerons des raisins secs avec des sachets, Nous lui donnerons des figues avec de petits paniers. Une chanson je lui chanterai aussi, Une chanson bien jolie d'amour, Et qui parle d'une jeune fille qui est la Vierge, Mère du Seigneur. Au sortir de ses virginales entrailles, Il éclate tout en pleurs, Et la petite Mère, pour le consoler, lui chante une chanson : Ne pleure pas, Fils de la Mère, Ne pleure pas, non, ô, souffle de mon cœur, La chanson est celle qui l'Enfant de la mère, La chanson est celle qui le rend très joyeux. Les anges du ciel sont ceux qui le bercent, Les anges du ciel qui lui font venir le sommeil pendant qu'ils lui chantent des chansons joyeuses Des chants de gloire qui ne sont pas du monde. Tam, pa-tam-tam, que les figues sont vertes, Tam, pa-tam-tam, que déjà elles murissent, Si elles ne murissent pas pour Pâques Elles muriront pour les Rameaux. |